# Доктор Стрейнджлав, або Як я перестав хвилюватись і полюбив бомбу
«Доктор Стрейнджлав або Як я перестав хвилюватись і полюбив бомбу» (англ. Dr. Strangelove or: How I Learned to Stop Worrying and Love the Bomb), відоміший як «Доктор Стрейнджлав» — чорна комедія 1964 року, в якій ядерна війна піддається сатирі. Режисером, продюсером та співавтором сценарію є Стенлі Кубрик. Ролі виконують Пітер Селлерс, Джордж Кемпбелл Скотт, Стерлінг Гейден, Кінан В'юнн, Слім Піккенс, та британська актриса Трейсі Рід. Сюжет приблизно базується на трилері Пітера Джорджа про холодну війну «Червона загроза», також відомому як «Дві години до судного дня».
В історії йдеться про збожеволілого генерала ВПС США, який організовує ядерну атаку на Радянський Союз, про американського президента, його радників, начальників та офіцера Королівських повітряних сил Великої Британії (RAF), які намагаються відкликати бомбардувальники, щоб уникнути ядерного апокаліпсису, та про команду літака B-52, яка намагається доставити бомби до цілі.
1989 Бібліотека Конгресу визначила фільм, як «культурно значущий» та обрала його для збереження у Національному реєстрі фільмів. Він посів третє місце серед 100 найсмішніших американських фільмів за 100 років за версією AFI.
На 1 березня 2024 року фільм займав 72-гу позицію у списку 250 кращих фільмів за версією IMDb.

## Сюжет
За офіційною позицією ВПС США, наявні заходи безпеки запобігли б події, зображеній у фільмі. Також необхідно відзначити, що будь-яка подібність між героями картини та живими або мертвими людьми є випадковою.
Командувач американською військово-повітряною базою бригадний генерал Джек Д. Ріппер (співзвучно з Джеком Різником: англ. Jack D. Ripper — Jack-The-Ripper) (Стерлінг Гейден), керуючись «Планом R» — надзвичайним військовим планом, що дозволяє найвищому офіцерському складу віддавати накази ядерної відплати у випадку знищення командування у Вашингтоні (разом з президентом) радянською атакою, — починає масовану атаку на СРСР бомбардувальниками Boeing B-52 Stratofortress, з ядерною зброєю. Ріппер наказує конфіскувати всі радіоприймачі на базі, але один з офіцерів, боязкий капітан Британських ВПС Лайонел Мандрейк (Пітер Селлерс), дізнається про аферу, почувши по радіо музику замість сигналів цивільної оборони. Він просить Ріппера — єдину людину, яка знає код відкликання літаків — відкликати літаки поки не пізно, але марно: генерал, натякаючи на можливе використання зброї, замикається разом з Мандрейком у своєму кабінеті.
Тим часом на борту одного з літаків під командуванням майора з Техасу Дж. Т. Конга на прізвисько «Кінг» (Слім Пікенс) екіпаж висловлює заклопотаність щодо серйозності ситуацій. Отримавши код підтвердження діяти за «планом R», екіпаж блокує радіозв'язок, і бомбардувальник направляється атакувати СРСР.
Єдина жінка у фільмі — «секретарка» Терджідсона (Трейсі Рід, миготить на розвороті журналу Playboy), уособлює собою зв'язок між сексом та війною, а також традиційне ставлення до жінок чоловіків-учасників війни.
Одночасно в Пентагоні, у «Військовій Кімнаті», збирається надзвичайна нарада, на якій присутні президент США Меркін Маффлі (Пітер Селлерс), генерал «Бак» Терджідсон (Джордж К. Скотт) та інші найвищі чини. Президент вирішує, що війни треба уникнути будь-яким способом, проте генерал Терджідсон закликає використати ситуацію та розправитися з СРСР раз і назавжди, вважаючи, що перший удар американців знищить 90 % радянських ракет ще до того, як ракетні війська СРСР зможуть відповісти, інші ж ракети уб'ють «лише десять, двадцять мільйонів».
Маффлі категорично відмовляється від чогось подібного, а замість цього терміново запрошує радянського посла Олексія Десадецького (алюзія на маркіза де Сада) (Пітер Булл). Президент, який не в змозі відкликати власні літаки, зв'язується « Гарячою лінією» з радянським прем'єром Дмитром Кісовим і, повідомивши про «невелику неприємність» з ядерною атакою, пропонує йому збити літаки, але той тільки переправляє його до штабу протиповітряної оборони в Омську. Радянський посол Олексій Десадецький повідомляє президенту США, що в СРСР побудовано керований комп'ютером Пристрій Судного дня, який автоматично спрацює, якщо хоча б одна ядерна бомба вибухне на радянській території, і за допомогою вибуху «кобальт-торієвої» бомби знищить усе життя на планеті за десять місяців. Присутній на нараді експерт зі стратегії, прикутий до інвалідного візка доктор Стрейнджлав (третя роль Пітера Селлерса), пояснює, наскільки зручний і ефективний такий пристрій, і що у випадку активації протидіяти йому неможливо.
Одночасно починається штурм військової бази, на якій засів генерал Ріппер. Персонал бази відчайдушно чинить опір, оскільки Ріппер заздалегідь «попередив» своїх підопічних, що прибулі американські війська «насправді» є переодягненими «росіянами». Коли база взята штурмом, Ріппер кінчає життя самогубством, так і не видавши секретний код. Розбираючи папери свого навіженого начальника, Мандрейк знаходить натяки на те, яким має бути код відкликання. Однак його заарештовують (як «ватажка заколоту збоченців» проти Ріппера), і він довго прохає полковника «Бет» Гуано (Кінан Вінн), щоб той дозволив йому повідомити код («POE») у Вашингтон. Оскільки телефонна лінія обірвана, Мандрейку доводиться дзвонити з телефона-автомата, для чого він використовує монети з автомата з «Кока-колою». «Бет» Гуано довго намагається протидіяти незаконному злому автомата, вважаючи приватну власність недоторканною і попереджає помічника генерала про те, що йому доведеться судитись з компанією Кока-кола.
У цей час радянська ППО намагається збити помічені на радарі американські літаки. Кілька бомбардувальників було збито, літак під командуванням Дж. Т. Конга зазнає серйозних пошкоджень, у нього повністю знищені засоби зв'язку та витікає пальне. Коли надходить код доступу, вцілілі літаки повертаються на бази, і лише літак майора Конга, який не отримав сигнал відбою, продовжує наполегливо прориватися до запасної цілі. Він рухається нижче зони видимості радянських радарів, тому радянсько-американські зусилля зупинити його зазнають невдачі.
Літак майора Конга через витік палива не може долетіти ні до головної (вигаданої бази Лапута, відсилання на літаючий острів з роману Джонатана Свіфта «Мандри Гуллівера»), ні до другорядної цілі (реальна колишня ракетна база біля міста Борщів Тернопільської області) свого польоту, і його екіпаж вирішує завдати удар найближчому радянському військовому об'єкту. Досягнувши цілі, він намагається скинути бомби, але бомболюк заклинює. Майор Конг особисто спускається до бомб, осідлавши одну з них як ковбой, лагодить механізм скидання та разом з бомбою радісно летить вниз, на радянську військову базу в Котласі. Підіймається хмара ядерного вибуху.
У «Військовій кімнаті» доктор Стрейнджлав з ентузіазмом рекомендує президенту зібрати кілька сотень тисяч «найкращих представників людської раси» у підземних притулках, відібраних у пропорції «десять жінок на одного чоловіка», щоб вони могли там безперешкодно та посилено розмножуватись, а через кілька десятиліть повернутись на очищену від іншого життя поверхню Землі.
Доктор дивовижним чином встає з інвалідного крісла, робить кілька кроків та радісно вигукує: «Мій фюрере, я можу ходити!». Прямою монтажною склейкою під ліричну пісню часів Другої світової війни «We'll Meet Again» один за одним виростають ядерні гриби.

## Сприйняття

### Реакція критиків
«Доктор Стрейнджлав» є найрейтинговішим фільмом Кубрика на сайті Rotten Tomatoes, з рейтингом 98 % на основі 96 рецензій та з середньою оцінкою 9,1/10. В анотації сайту зазначено, що «блискуча сатира Стенлі Кубрика на холодну війну залишається такою ж смішною і гострою сьогодні, як і 1964 року». На сайті Metacritic фільм також отримав 97 балів зі 100 на основі 32 рецензій, що свідчить про «загальне визнання». Фільм посідає 7 місце в таблиці «Найвищі оцінки за весь час» у розділі «Відео/DVD» на сайті Metacritic. Його було обрано для збереження в Національному реєстрі фільмів США.
«Доктор Стрейнджлав» входить до списку найкращих фільмів Роджера Еберта, який описав його як «можливо, найкращу політичну сатиру століття». Фільм став однією з найвідоміших кінокомедій, у 1998 році Time Out провів опитування читачів, і «Доктор Стрейнджлав» визнали 47-м найвидатнішим фільмом усіх часів і народів. Entertainment Weekly поставив його на 14 місце у списку 100 найкращих фільмів усіх часів. 2002 року він посів 5 місце в опитуванні найкращих фільмів за версією Sight & Sound. Джон Паттерсон з The Guardian писав: «У комедії ще не було нічого подібного до „Доктора Стрейнджлава“. Всі боги, перед якими схилялася Америка твердих, параноїдальних 50-х — бомба, Пентагон, держава національної безпеки, сам президент, техаська мужність і передбачувана комуністична загроза фторування води — пішли на дровітню і ніколи більше не здобули колишньої поваги». Фільм також входить до списку 500 найкращих фільмів усіх часів за версією журналу Empire під номером 26, а у 2010 році журнал Time назвав його одним із 100 найкращих фільмів з часу заснування видання у 1923 році. Гільдія письменників Америки визнала сценарій фільму 12-м найкращим з усіх коли-небудь написаних.
У 2000 році читачі журналу Total Film визнали кінострічку 24-м найкращим комедійним фільмом усіх часів. Фільм посів 42 місце у списку 100 найкращих американських фільмів за версією BBC 2015 року. За результатами опитування 253 кінокритиків з 52 країн, проведеного BBC у 2017 році, фільм був обраний 2-ю найкращою комедією всіх часів.

### Реакція студії
Перша реакція студії Columbia Pictures на «Доктора Стрейнджлава» була аж ніяк не захопленою. У статті «Нотатки з військової кімнати», опублікованій влітку 1994 року в журналі «Grand Street», співавтор сценарію Террі Саузерн згадував, що коли виробництво наближалося до кінця: «Приблизно в цей час до нас почали доходити чутки, які відображали занепокоєння щодо характеру фільму, який ми знімали. Чи був він антиамериканським? Чи просто антивійськовим? І головне питання: Чи був він насправді антиамериканським, якою б мірою він не був антивоєнним?».
Саузерн згадував, як Кубрик був занепокоєний апатією та дистанціюванням з боку керівників студії Ейба Шнайдера та Мо Ротмана, а також характеристикою фільму студією Columbia як «просто дивакуватого фільму-новинки, який жодним чином не відображає погляди корпорації». Саузерн зазначив, що Ротман був «помітним гостем» на церемонії 1989 року, коли Бібліотека Конгресу оголосила фільм одним з перших 25 фільмів, внесених до Національного реєстру фільмів.

### Нагороди
Фільм посів 32 місце у списку 50 найкращих фільмів на телебаченні (і відео) за версією TV Guide.
Американський інститут кіномистецтва включив фільм на 26 місце у списку AFI's 100 Years…100 Movies, на 3 місце у AFI's 100 Years…100 Laughs, на 64 місце у AFI's 100 Years…100 Movie Quotes («Джентльмени, ви не можете тут битися! Це військова кімната!») та на 39 місце у AFI's 100 Years…100 Movies (10-те ювілейне видання).